# Pablo Olmedo Garmendia
Pablo Olmedo Garmendia   (Madrid, 13 d'abril de 1929 - Vigo, 15 d'abril de 1980) va ser un futbolista espanyol que jugava en la posició de migcampista. Va jugar a les files del Reial Madrid CF i del Celta de Vigo.

## Clubs
| Club                | Any       |
| ------------------- | --------- |
| Reial Madrid CF     | 1948-1951 |
| R. C. Celta de Vigo | 1951-1952 |
| Reial Madrid CF     | 1952-1953 |
| R. C. Celta de Vigo | 1953-1959 |